# Kunszőllős
Kunszőllős románul: Lunga, falu Romániában, a Bánságban, Temes megyében.

## Fekvése
Zsombolyától északnyugatra fekvő település.

## Története
Kunszőllős nevét 1743-ban említette először oklevél Kunszőllős néven.
1888-ban Konstanczia (Constantia, Lunga), 1913-ban Kunszőlős néven említették.
Kunszőllős eredeti neve Konstanczia volt. Jelenlegi nevét 1888-ban kapta.
A helységet a 19. század első felében Nagyszentmiklósi Nákó János telepítette, ő volt a birtokosa is. 1903-ban  alakult nagyközséggé.
A trianoni békeszerződés előtt Torontál vármegye Zsombolyai járásához tartozott.
1910-ben 1071 lakosából 16 magyar, 532 német és 522 román volt. Ebből 550 római katolikus, 44 görögkatolikus, 477 görög keleti ortodox volt.